# Полонский, Александр Борисович
Александр Борисович Полонский (род. 23 февраля 1951 года) — украинский и российский океанолог, геофизик , член-корреспондент НАН Украины (2009), член-корреспондент РАН (2016).

## Биография
Родился 23 февраля 1951 года.
В 1973 году с отличием окончил Одесский гидрометеорологический институт по специальности «океанология».
С 1973 по 1976 годы — работал по распределению в Гидрографической службе КЧФ в Севастополе, после чего перешел на работу в Морской гидрофизический институт.
В 1991 году — защитил докторскую диссертацию по специальности «океанология».
В 1999 году — присвоено звание профессор по специальности «океанология».
В 2009 году — избран член-корреспондентом НАН Украины.
В 2016 году — избран членом-корреспондентом РАН.
Работает в Институте природно-технических систем, в настоящее время — научный руководитель института.

## Научная деятельность
Специалист в области физической океанографии и теории климата, автор 433 научных работ, из них 7 монографий.
Основные научные результаты:
- изучены физико-географические особенности глобальной океанической циркуляции и меридионального переноса тепла в океане, ответственные за долгопериодные изменения климатической системы;
- впервые всесторонне описана система течений Тропической Атлантики, отвечающая за вынос тепла в субтропические широты, и установлен основной механизм тепломассообмена между Тропической Атлантикой и средними широтами;
- исследованы региональные проявления глобальных климатических процессов, наблюдаемых в Мировом океане и имеющих квазипериодический характер;
- установлено, что Эль-Ниньо-Южное колебание, арктическое и североатлантическое колебания, атлантическая мультидекадная осцилляция, тихоокеанское декадное колебание и другие квазипериодические моды с временными масштабами от нескольких до нескольких десятков лет отвечают за основную долю изменчивости гидрометеорологических полей в Атлантико-Европейском и Евразийском регионах;
- изучена относительная роль естественных и антропогенных факторов, определяющих изменчивость глобальной климатической системы;
- показано, что на временных масштабах до нескольких десятков лет естественные вариации климата в целом преобладают над антропогенно-обусловленными изменениями;
- исследована долгопериодная изменчивость циркуляции и структуры вод Чёрного моря, обусловленная региональными изменениями климата.

### Научно-организаторская деятельность
- главный редактор журнала «Системы контроля окружающей среды»;
- член редколлегии журнала «Труды Гидрометцентра»;
- входил в число экспертов при разработке разделов различных краткосрочных, среднесрочных и перспективных океанографических программ и проектов;
- эксперт IPCC.

Под его научным руководством подготовлено и успешно защищено 10 кандидатских диссертаций.
Читает лекции студентам Севастопольского государственного университета, профессор филиала МГУ в Севастополе.